# Бубрежне чашице
Бубрежне чашице су канали у бубрегу кроз које пролази мокраћа.Када се мокраћа формиран у бубрегу она пролази кроз бубрежну папилу на њеном врху у малу чашицу. Четири или пет малих чашица конвергирају и формирају велику чашицу кроз коју мокраћа пролази у бубрежну карлицу (која потом одводи мокраћу из бубрега кроз мокраћовод). 

## Анатомија
Бубрег се састоји од спољашњег кортекса и унутрашње мождине. Кортекс се пројектује у бубрег и дели медулу на бубрежне пирамиде које су троугластог облика, чији су врхови окружени малом чашицом. Мање чашице се спајају и формирају велику чашицу, која се потем спаја у бубрежну карлицу која излази из бубрега и формира мокраћовод. Чашчни систем бубрега служи за одвод мокраће. Зидови глатких мишића чашице су способни за перисталтику, што помаже да се мокраћа из бубреге избаци, кроз бубрежну карлицу и у бешику преко мокраћовода. 